# لاري فلانغن
لاري فلانغن (بالإنجليزية: Larry Flanagan)‏ هو نقابي وسياسي بريطاني، ولد في 1950.